# Тонометр
Тонометр (також сфігмоманометр, апарат Ріварочі, тонометр медичний, тонометр для визначення рівня артеріального тиску, монітор артеріального тиску) — медичний прилад для здійснення вимірювань 2-ох показників артеріального тиску (систолічного та діастолічного) — тиску крові, що подається серцем в артерії.
Окремо виділяють також очний тонометр.

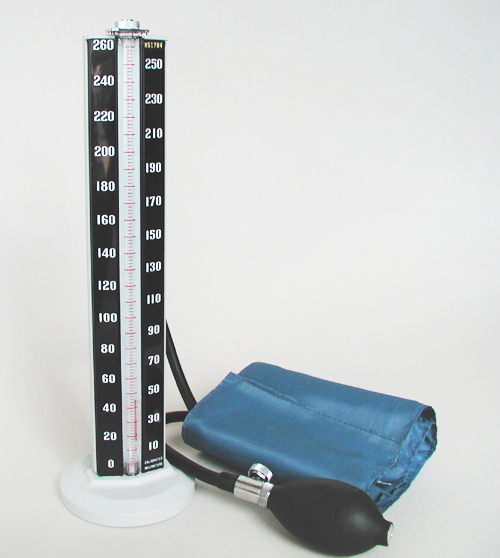
Ртутний сфігмоманометр

## Історія
Сфігмоманометр був винайдений Самуелем Зігфрідом Карлом Ріттером фон Башем у 1881 році.
Покращив та зробив простішим у використанні медичний пристрій для вимірювання артеріального тиску італійський лікар Сципіона Ріва-Роччі в 1896 році.
У 1905 році лікар-хірург, випускник медичного факультету Харківського та Московського університетів  Микола Сергійович Коротков (1874-1920) став першим, хто додав використання стетоскопа для визначення діастолічного (нижнього) артеріального тиску, та вислуховування додаткових шумів

## Типи тонометрів
Тонометри бувають:
- ртутні
- механічні
- електронні (цифрові)
- гібридні

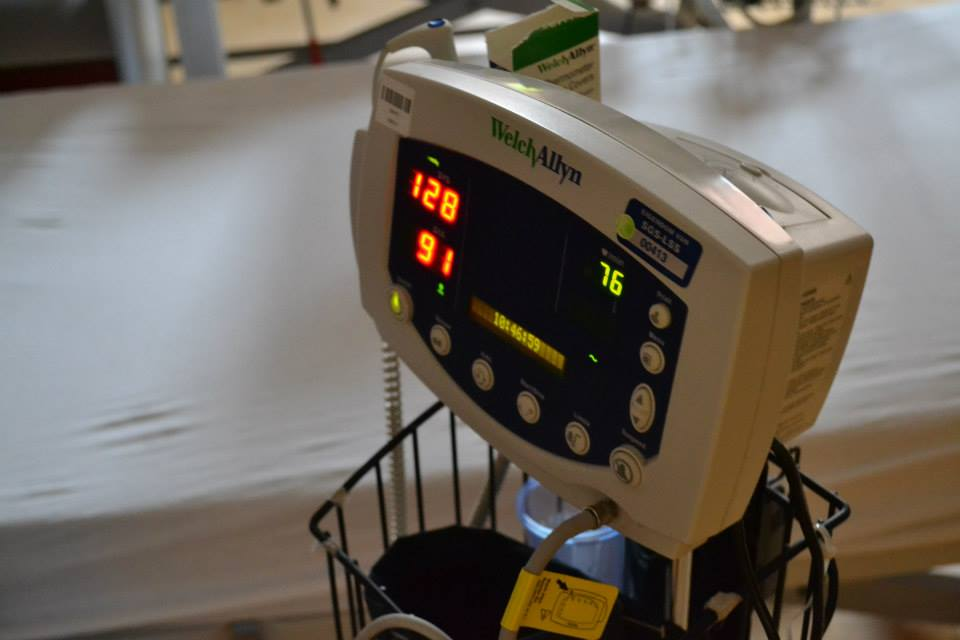
Електронний тонометр

В кожному випадку тиск вимірюється в міліметрах ртутного стовпця або умовних міліметрах ртутного стовпця (скорочено мм.рт.ст.).

## Механічні тонометри
Механічні тонометри складаються з манометра (ртутного або пружинного), з'єднаного з манжетою і гумовим нагнітачем повітря (грушею), на якому розташований клапан.

### Ртутний тонометр (тонометр з ртутним манометром)
Ртуть не змінює своїх властивостей з часом і завжди підкоряється тільки законам фізики. Швидше за все, цей тонометр залишиться "золотим стандартом". Всі ртутні тонометри, якщо вони належним чином проградуйовані і відкалібровані — вважаються точними. Усі анероїдні або електронні пристрої підлягають звірці точності роботи і точності  механіки чи точності електроніки, у відповідності до класичного ртутного  тонометра. Тому виробництво тонометрів ставить високі вимоги до розвитку технологій і потребує багаторічного досвіду виробника.
Саме цей тип тонометрів називають апаратом Ріварочі.

### Механічний тонометр анероїдного типу

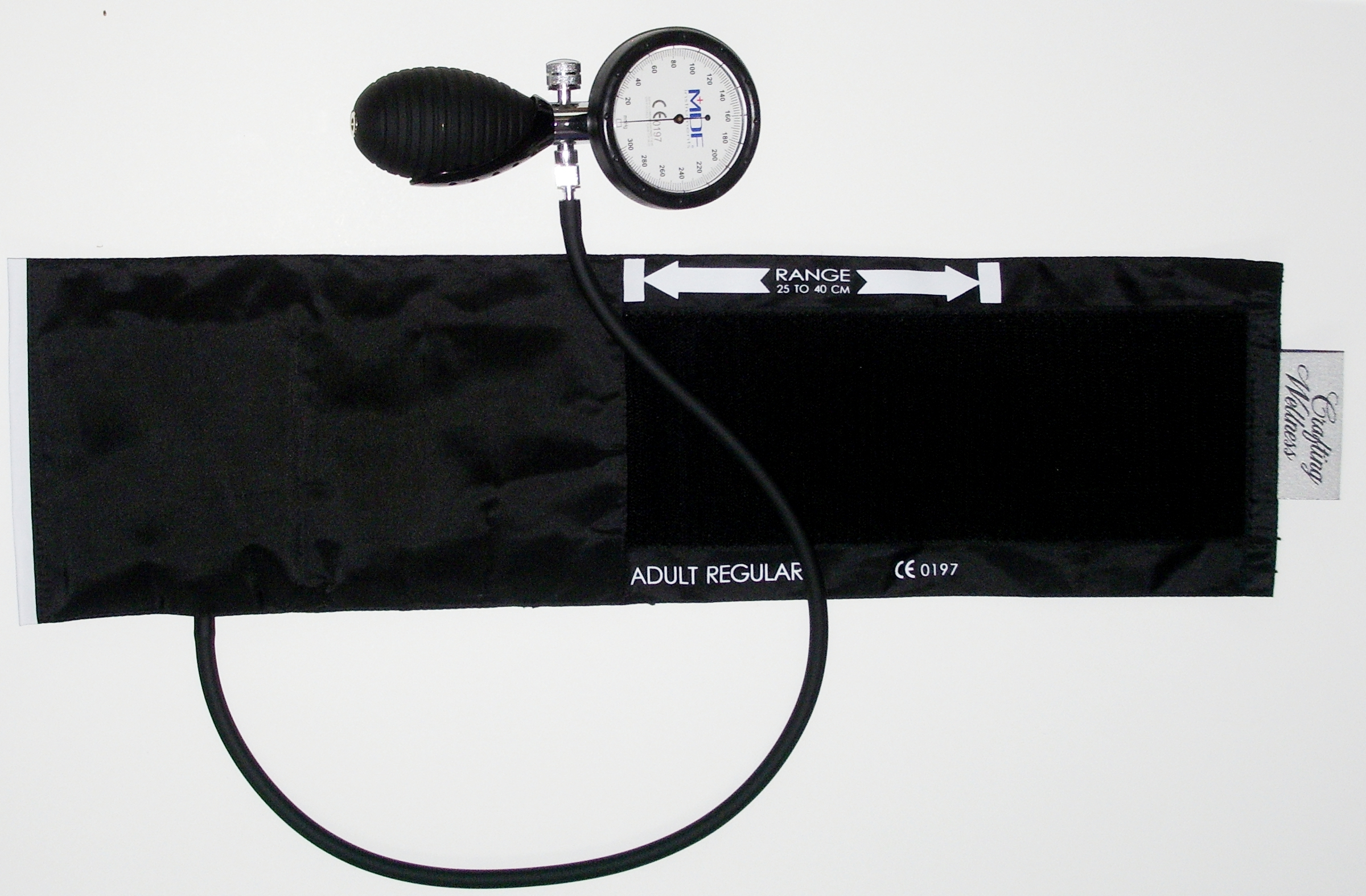
Сфігмоманометр з анероїдним манометром

Механічний тонометр складається з надувної манжети, однієї трубки, за допомогою якої резервуар манжети з'єднюється з грушею, і другої трубки, яка з'єднує її з манометром, оснащеним шкалою з поділками.
Пристрої дуже чутливі до ударів і вібрації, які можуть призвести до пошкодження механізму перемикання передач. Вимагають обережного поводження і частого контролю.

#### Вимірювання артеріального тиску з допомогою стетоскопу

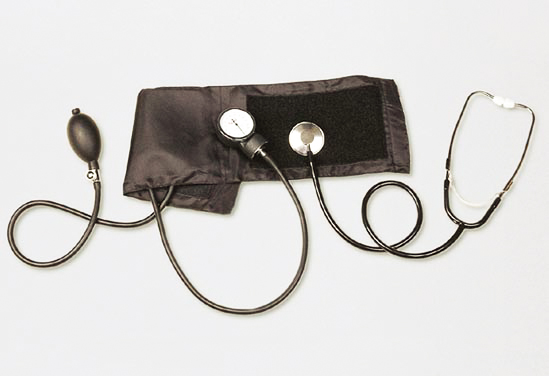
Механічний тонометр анероїдного типу (сфігмоманометр з анероїдним манометром) і стетоскоп

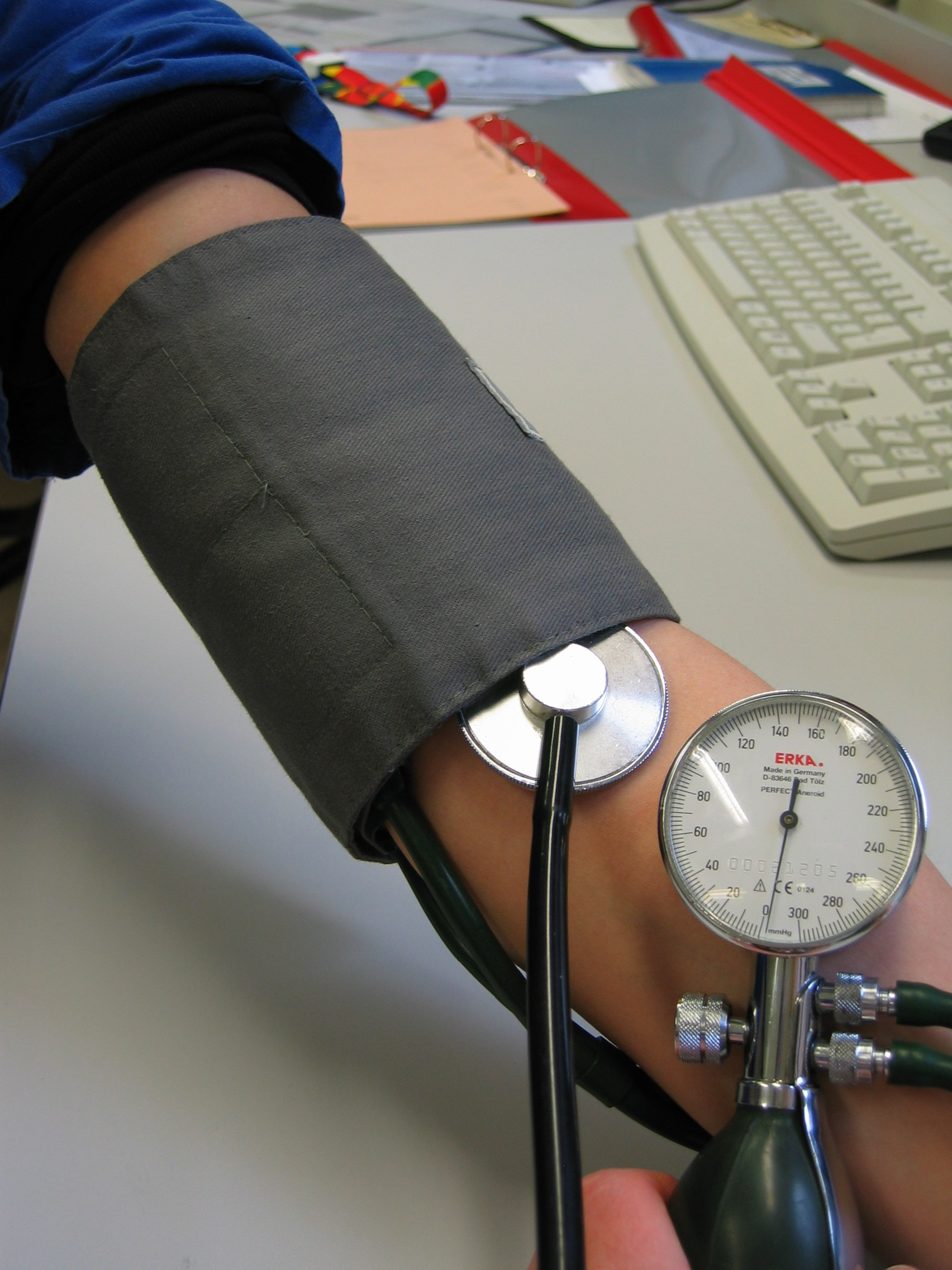
Вимірювання артеріального тиску. На фото можна побачити розміщення діафрагми стетоскопа, яка розміщена над артерією, трубок манжети, циферблат анемометра.

Вимірювання проводяться: 
- в положенні сидячи: плече, на котре накладається манжета, розташоване під кутом 45 градусів по відношенню до передпліччя, яке лежить на горизонтальній опорі.
- в положенні лежачи: плече, на котре накладується манжета, розташоване на одному рівні з передпліччям, рука знаходиться на горизонтальній опорі.
Вимірювання можна проводити і на ногах в положенні пацієнта лежачи або стоячи, при цьому манжета накладається на стегно.
Перед вимірюванням, якщо стан пацієнта дозволяє, руку кладуть на стіл в розгорнутому вигляді долонею вверх з підкладеною під лікоть кистю вільної руки стиснутої в кулак. Рука повинна бути розслаблена.
На оголене плече накладують манжету тонометра нижній край якої на 2-3см вище ліктьового суглобу. Одяг не повинен стискувати плече вище манжети. Манжета повинна щільно облягати руку, не бути тісною. Закріплюють манжету так, щоб під нею проходив лише палець. Центр манжети має бути над плечевою артерією. В ліктевій ямці знаходять місце пульсації плечової артерії і прикладують до нього мембрану стетоскопа так, щоб вона щільно прилягала до шкіри, з легким надавлюванням. Іншою рукою закривають вентель на груші, повернувши його вправо і швидко нагнітають в манжету повітря до зникнення тонів (до зникнення пульсації) — орієновно на 30 мм рт.ст. більше від очікуваних показників артеріального тиску. В результаті відбувається повне перетиснення плечової артерії, тік крові по ній припиняється. З манжети повітря випускають із швидкістю 2-3 мм рт.ст в секунду, повернувши вентиль вліво. Тиск повітря в манжеті починає знижуватись. Одночасно фонендоскопом прослуховують тони на плечовій артерії і слідкують за показниками шкали манометра. Кров, яку ганяє по судинах скорочення серця, під тиском починає прориватися крізь створену манжетою перешкоду. Коли тиск в судинах стане вищим, ніж тиск створюваний в манжетці повітрям, кров почне поштовхами (в момент скорочення серця, коли тиск в судинах максимальний) пробиватися по плечевій артерії, переборюючи тиск в манжеті. При цьому кров з силою вдаряється в стінки звуженої, здавленої манжетою судини, а досліджуючий чує через фонендоскоп ці пульсуючі удари. З появою перших звуків в фонендоскопі, їх відмічають на шкалі манометра по найближчому діленні шкали, і запам'ятовують. Таким чином дізнаються показник систолічного тиску — під час скорочення (систоли) серця. Продовжуючи випускати повітря з манжетки далі — чекають на відмітку величини діастолічного тиску, яка проявиться слабкішанням або зникненням тонів. Поки прохідність судини не відновиться повністю і току крові вже нічого не перешкоджає, вона проходить вільно, не вдаряючись в стінки судини і тони зникають. В цей момент реєструють діастолічний тиск — найбільш низький тиск крові, коли серцевий м'яз знаходиться в розслабленому стані (діастола) між двома скороченнями, яке відображає більшою мірою тонус судин. Процедуру повторюють через 2-3 хвилини.
При визначенні артеріального тиску враховують добові коливання — найбільш низький артеріальний тиск буває під час сну, до ранку він підвищується, досягаючи максимуму в години денної активності.
В деяких людей тиск на правій і лівій руці різний, тому варто вимірювати його на обох руках. Причини такої асиметрії можуть бути різні: вроджена аномалія судин або різниця анатомічного розташування на правій і лівій руці. Якщо на обох руках суттєвої різниці не виявлено, надалі можна проводити виміри лише на робочій руці (на правій у правшів, на лівій у лівшів). На правій руці артеріальний тиск часто вище, ніж на лівій. Різниця тиску на обох руках, яка не перевищує 15 мм рт.ст. розглядається як нормальна. Виміри проводять на руці з більшим артеріальним тиском.

## Електронні тонометри
Електронні тонометри бувають автоматичного і напівавтоматичного типу. Це класифікація за способом нагнітання і випускання повітря з манжети.
Автоматичні тонометри складаються з манжети, цифрового дисплея і компресора, який знаходиться всередині корпусу. У напівавтоматичних тонометрів компресор відсутній, тому нагнітання повітря виконується грушею і вручну. Для вимірювань артеріального тиску стетоскоп непотрібний. В основі електронних тонометрів лежить принцип реєстрації коливальних рухів (осциляцій) артерії при випуску повітря з манжети — аналізується амплітуда мікропульсацій в манжеті, які виникають при декомпресії артерії. Нижній (діастолічний) тиск вираховується на основі автоматичного аналізу амплітуди і форми пульсацій повітря в манжеті за алгоритмами, які є ноу-хау кожної фірми.
Правила для вимірювання артеріального тиску за допомогою електронного тонометра ті ж, лише при:
- використанні напівавтоматичного тонометра немає необхідності слідкувати за пульсом — всі показники висвічуються на електронному дисплеї;
- використанні автоматичного тонометра немає необхідності накачувати повітря в манжету і слідкувати за пульсом — всі показники висвічуються на електронному табло.
У людей з аритмією значно легше вимірювати артеріальний тиск з допомогою сучасних цифрових приладів, котрі обладнані спеціальними алгоритмами (про які докладно описують в інструкції). Автоматичні тонометри не рекомендується використовувати при миготливій аритмії.
Тонометри оснащуються спеціальними програмами і технологіями, котрі підвищують точність і комфорт вимірювань. Таким чином в електронних тонометрах часто впроваджуються такі функції:
- вимірювання серцебиття (сердечний ритм) (у всіх електронних тонометрах);
- запам'ятовування отриманих показників від 10 до 100 та більше з реєстрацією дати і часу.
- електронні тонометри можуть мати функцію автоматичного налаштування під індивідуальний пульс і підбирати спеціальну, адаптовану формулу розрахунку тиску (функція Fuzzy Logic). В технології Fuzzy Logic (в перекладі "нечітка логіка") використовується теорія нечітких множин, яка дозволяє вирішувати задачі управління різними процесами з першого разу без фази накопичення досвіду. В багатьох тонометрах впроваджено функцію Intellisense — програма розрахунків показників артеріального тиску, яка включає в себе функцію Fuzzy Logic.
- технологія Microlife Average Mode (МАМ) відповідає за вичислення середнього значення артеріального тиску для підвищення точності вимірів. Автоматичний аналіз трьох послідовних вимірів, не знімаючи манжету, протягом двох хвилин.
- технологія Pulse Arrhythmia Detection (PAD) дозволяє реєструвати аритмічне серцебиття і підвищувати точність вимірювання при неритмічному серцебитті. При виявленні аритмії на дисплей виводиться відповідний символ.
- датчик Arm Position System (APS), який контролює положення руки відносно серця у тонометрах зап'ястного типу. При невірному положенні руки датчик подає звуковий сигнал. Датчик можна вимикати. Тонометри продаються з увімкнутим датчиком.
- для людей зі слабким зором існують тонометри з мовним блоком, які озвучують результати вимірювань.
- систему економії батарей;
- можливість підключення принтеру.

Таких технологій в електронних пристроях існує деяка різноманітність.

### Тонометр напівавтоматичного типу
В напівавтоматичних тонометрах повітря в манжету нагнітається не компресором, а механічним шляхом — грушею. Звільнення повітря з манжети відбувається автоматично за допомогою клапана управління швидкістю випускання повітря з манжети.

### Тонометр автоматичного типу

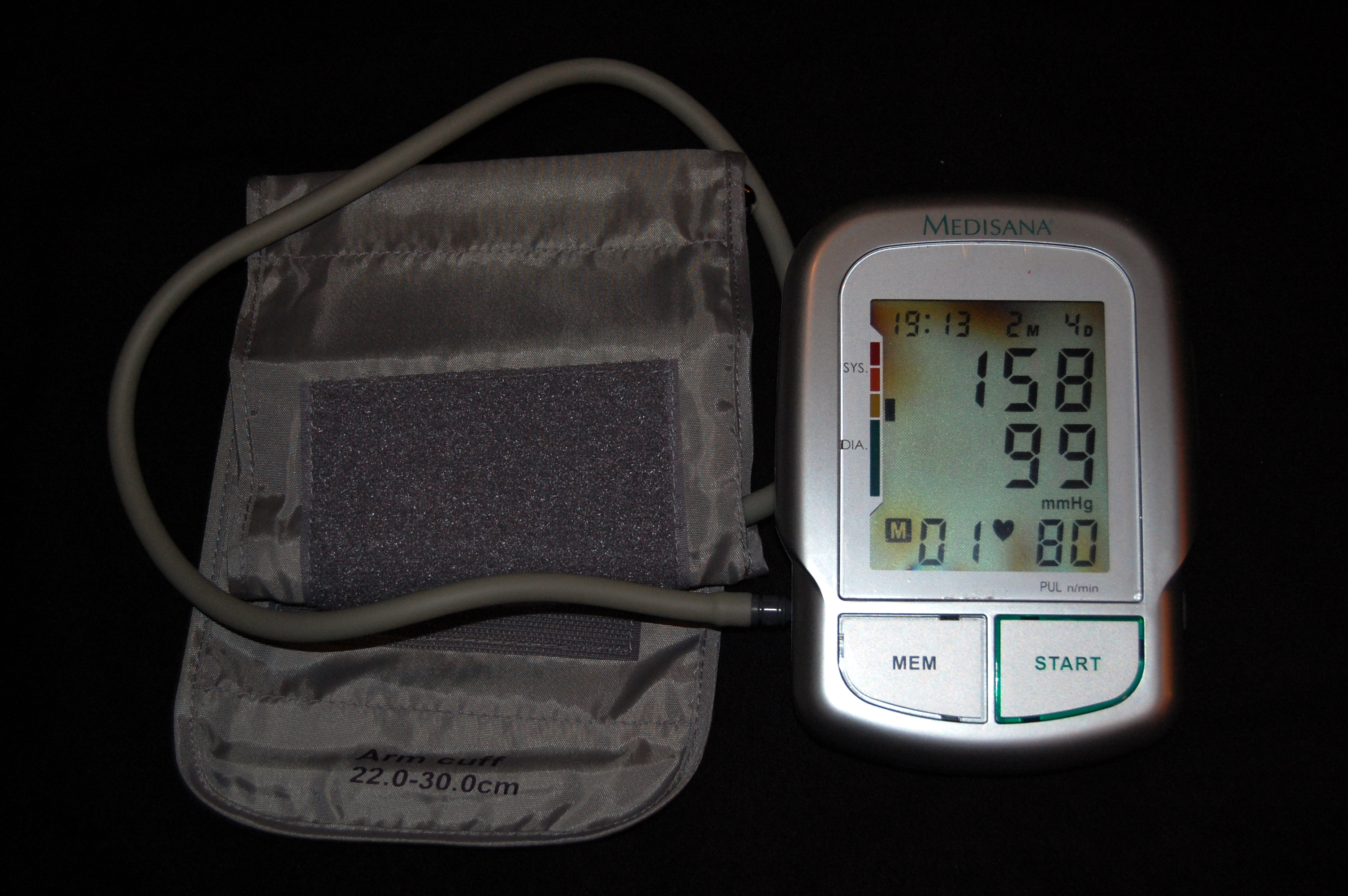
Автоматичний сфігмоманометр на плече

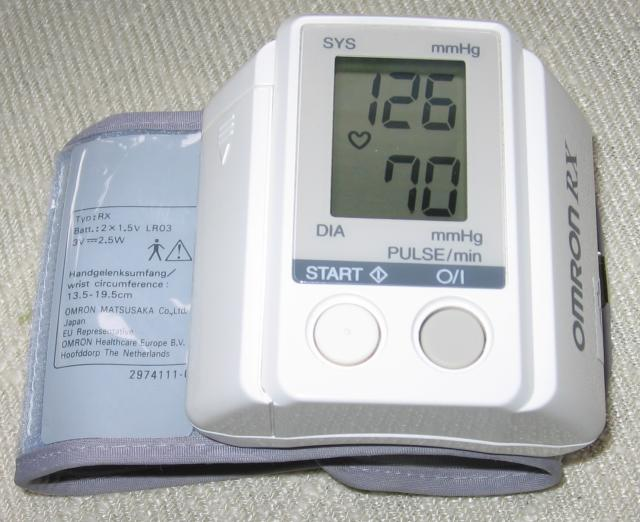
Автоматичний сфігмоманометр на зап'ястя

В автоматичних тонометрах повітря в манжету нагнітається і звільняється  вбудованим компресором.
За місцем накладання манжети автоматичні тонометри класифікують на плечові, зап'ястеві і пальцеві.
Для цього приладу існує важливе правило, щоб манжета перебувала на рівні серця так, як це можливо.
Щоб почати вимірювання артеріального тиску потрібно лише натиснути кнопку «Старт».

#### Зап'ястні тонометри
Якісні зап'ястні тонометри призначені виключно для молодих людей, не старших 45 років.
Інструменти вимірювання артеріального тиску на внутрішній стороні  зап'ястя є простими у використанні. Після запуску вимірювання, манжета надувається за допомогою електричного насоса доти, поки кров більше не зможе текти через артерії. За допомогою електрично керованого клапану, тиск в манжеті поступово знижується. Датчики виявляють фактичний тиск, мінливий шум кровотоку, за допомогою розпізнавання образів пристрій реєструє точку систолічного і діастолічного артеріального тиску. Крім того, пристрій визначає серцевий ритм, порушення ритму серця, і визначає загальний стан огляду.

## Точність приладів
При придбанні звертають увагу на те, чи пройшов прилад клінічну апробацію і його точність відповідає еталонному ртутному тонометру за протоколами ААМІ (Асоціація щодо поліпшення медичного приладобудування) і BHS. Абревіатури цих організацій означають класи точності:
— ААМІ (у відповідності до протоколу) — означає, що середня різниця показів приладу і ртутного еталона повинна складати 5 мм ртутного стовпчика.
— у відповідності до протоколу BHS (Великобританська спілка гіпертонії англ. British Hypertension Society) клас А передбачає найближчу відповідність ртутному еталону, клас D — найменшу.
Для придбання слід обирати прилад не нижче класу точності В по протоколу BHS і відповідати стандарту ААМІ при вимірюванні як систолічного, так і діастолічного артеріального тиску.

### Тестування і калібрування наявних тонометрів
Рекомендовано перевіряти точність напівавтоматичного приладу кожні 2 роки або після механічного впливу (наприклад, падіння). Для проведення тесту звертаються до сервісного центру.

#### Тестування приладів в домашніх умовах
В домашніх умовах протестувати апарат для вимірювання артеріального тиску можна при наявності ртутного тонометра. Для цього декілька разів, з різницею 30 хвилин, вимірюють артеріальний тиск еталонним ртутним тонометром (краще - в декількох людей по одному разу), а після цього тестованим, і порівняти результати. Цей спосіб підходить для всіх типів тонометрів.
Для тестування анероїдного тонометра існує ще один спосіб: накачують лежачу на столі манжету еталонного ртутного тонометра до 120 мм рт.ст., після цього перетискають трубку, котра з'єднує манжету з грушею і виймають грушу. Під'єднують до трубки тестований тонометр і розтискають перетиснену трубку. Після цього порівнюють результати еталонного і тестованого тонометрів. Вони повинні бути однаковими. При виявленні різниці результатів, анероїдні манометри регулюють калібрувальним кільцем, яке стандартно використовується на цих приладах. Кільце повертають так, щоб покази обох тонометрів збіглися. У випадку відсутності доступу до еталонного ртутного тонометра, по можливості використовують прилад, якість якого не викликає сумнівів.
Ці способи не гарантія точності, але від помилок можуть вберегти.

## Інші важливі характеристики
При придбанні звертають увагу на зручність у використанні — при відсутності проблем з координацією рухів, зі слухом, зором і самостійне вимірювання тиску не викликає проблем — віддають перевагу механічному тонометру анероїдного типу. Якщо вищеперераховані проблеми існують, обирають тонометр напівавтоматичного типу. Якщо накачування грушею викликає проблеми, обирають тонометр автоматичного типу. Також при придбанні звертають увагу на наявність в продажу запчастин, які найчастіше виходять з ладу — груша і манжета.
В більшості випадків до продажу пропонується манжета для дорослих людей з окружністю плеча від 25 до 32 см. Якщо окружність плеча більша або менша, то потрібно користуватися манжетою, яка відповідає розміру плеча. Якщо розмір манжети буде перевищувати допустимі параметри об'єму вашого плеча, то значення виміру артеріального тиску будуть занижені, якщо розмір буде меншим — показники тонометра будуть завищені. Виробники пропонують манжети 3 розмірів: S, M i L. Необхідно вибирати манжету, розмір якої відповідає обхвату вашого плеча (виміряному при щільному приляганні посередині плеча). Розмір М є відповідним розміром для більшості людей. Розмір манжети S — для обхвату плеча 17-22 см (6,75-8,75 дюймів), М — 22-32 см (8,74-12,5 дюймів), L — 32-42 см (12,5-16,5 дюймів). Для новонароджених ширина і довжина плечовоі манжети повинна бути 2,5-4 і 5-10 см, для грудних 6-8 і 12-13, для дошкільнят — 9-10 і 17-22 см. Для дітей шкільного віку може використовуватись стандартна манжета шириною 12-13 см і довжиною 22-23 см.
Для вимірювання артеріального тиску на ногах використовують стандартну стегнову манжету для дітей і дорослих.
При придбанні тонометра оформлюють гарантійний талон (з вписаними адресами сервісних центрів і телефонними номерами гарячих ліній). Звертають увагу на термін служби тонометра. Наприклад, термін служби тонометра може складати 20 років.
Прилад супроводжують: паспорт виробника на зрозумілій мові, сертифікат якості і відповідності, акт метрологічної експертизи і методичні рекомендації по вимірюванню артеріального тиску.
Купувати прилади варто лише в аптеках або спеціалізованих магазинах.

## Помилки при вимірюванні артеріального тиску
— використання зіпсованих або невідкаліброваних приладів;
 — вимірювання артеріального тиску відразу після фізичного навантаження, психоемоційного стресу, куріння, прийому збуджуючих напоїв (кава, енергетичні напої), алкоголю. Тому перед дослідженням (за 1-2 години) не можна курити, пити каву, чай, алкоголь. Також в день діагностики варто не приймати адреностимулюючих препаратів. Вимірювання потрібно проводити після п'ятихвилинного відпочинку в спокої, в комфортній обстановці. Якщо мало місце психоемоційне чи фізичне навантаження, тривалість відпочинку збільшують до 30 хвилин.
 — вимірювання на паралізованій руці.
 — вимірювання не проводяться на обох руках пацієнта.
 — для автоматичних чи напівавтоматичних т., порушення етапності процедури, погане розміщення пристрою (місце розташування, щільність прилягання і т.д.).
Людина, яка проводить дослідження повинна володіти нормальною гостротою слуху.